# Carl Westphal (jurist)
Carl Westphal, född 1902, död 1946 i Nürnberg, var en tysk jurist. Han var ministerialråd vid Riksjustitieministeriet. Westphal åtalades vid Domarrättegången, men han begick självmord innan förhandlingarna inleddes.